# The Informant!
The Informant! (prt: O Delator!; bra: O Desinformante! ou O Desinformante) é um filme norte-americano de 2009 dirigido por Steven Soderbergh, com roteiro de Scott Z. Burns baseado no livro homônimo de Kurt Eichenwald.

## Sinopse
Baseado em fatos reais e ambientado em várias cidades, o filme começa em 1992 em Decatur, EUA, contando a história de Mark Whitacre, alto executivo de uma grande empresa que se torna informante do FBI num caso de cartel para aumento do preço da lisina. Ao longo do processo, vêm à tona suas fraquezas, mentiras seguidas, fraudes e até um transtorno bipolar. Mark acabou preso e condenado a nove anos de prisão. Solto em 2006, torna-se presidente de outra empresa.

## Elenco
- Matt Damon — Mark Whitacre
- Scott Bakula — Agente do FBI Brian Shepard
- Melanie Lynskey — Ginger Whitacre
- Joel McHale — Agente do FBI Bob Herndon
- Rick Overton — Terry Wilson
- Tom Papa — Mick Andreas
- Thomas F. Wilson — Mark Cheviron
- Clancy Brown — Aubrey Daniel
- Tony Hale — James Epstein
- Jayden Lund — Procurador James Mutchnik
- Eddie Jemison — Kirk
- Ann Cusack — Robin
- Allan Havey — Agente do FBI Dean Paisley

## Recepção
O Metacritic, que usa uma média ponderada, atribuiu ao filme uma pontuação de 66 em 100, baseado em 36 críticos, indicando críticas "geralmente favoráveis".